# Real Illusions: Reflections
Albums de Steve Vai
The Ultra Zone The Story of Light
Real Illusion: Reflection est un album studio du guitariste Steve Vai sorti en 2005. 
L'album comporte des chansons modernes telles que Building the Church ou Midway Creatures. À noter le titre Lotus Feet (nommé aux Grammy Awards du meilleur titre rock instrumental 2006) mêlant sa guitare à l'orchestre néerlandais Metropol Orkestra. 

## Liste des Pistes
Toutes les musiques sont de Steve Vai, sauf mentionné.
1. Building the Church - 4:58
2. Dying For Your Love - 4:51
3. Glorious - 4:35
4. K'm-Pee-Du-Wee - 3:59
5. Firewall - 4:19
6. Freak Show Excess - 6:52
7. Lotus Feet - 6:44
8. Yai Yai - 2:37
9. Midway Creatures - 3:42
10. I'm Your Secrets - 4:26
11. Under It All - 8:08